# 김취기
김취기(金就起: 생몰년 미상)는 고려의 무신이다. 본관은 토산으로 김부윤의 아들이다. 장인은 내수(內竪)다.

## 이력
- 1306년(충렬왕 32): 호군(護軍)을 지냄.[3]
- 1328년(충숙왕 15): 군부판서 응양군상호군(軍簿判事 鷹揚軍上護軍)로 임명받음.[2]
- 1329년(충숙왕 16): 김완(金玩)에게 지시해 군부사(軍簿司)를 새로 짓도록 함.[4]